# Kita Daitō
Kitadaitō o Kita Daitō (北大東島 Kita Daitō-jima?) es una de las islas Daitō en Japón. Es el lugar donde se encuentra la localidad de Kitadaitō.
Kitadaitō está a 400 km de la isla habitada más cercana. Los alimentos se entregan una vez por semana (o menos) por barco. La pesca es una fuente clave de alimentos y recreación para los habitantes.
La isla cuenta con playas de arena o naturales y otras que no lo son, además de puertos accesibles. El pueblo de Kitadaitō se encuentra en la isla en el distrito de Shimajiri, Prefectura de Okinawa.